# Кондратьев, Алексей Александрович
Алексей Александрович Кондра́тьев (18 мая 1930, с. Дюртюли, Башкирская АССР — 17 января 2012, Уфа) — советский и российский учёный, профессор (1977), доктор технических наук (1976).

## Биография
Родился 18 мая 1930 года в селе Дюртюли (ныне — Шаранского района Башкирской Республики). После окончания в 1953 году Уфимского нефтяного института (ныне Уфимский государственный нефтяной технический университет) по специальности «Технология переработки нефти и газа» Алексей Кондратьев по 1999 год работал преподавателем и занимался научной деятельностью в этом же институте, около 20 лет заведовал кафедрой процессов и аппаратов химической технологии. Он является основателем научной школы «Теория и практика фракционирования нефти и продуктов её переработки в сложных колоннах». Являлся членом трёх диссертационных советов. Под руководством Кондратьева выполнено 12 кандидатских диссертаций, 4 докторских диссертаций. Им опубликовано более 200 научных работ, получено 84 авторских свидетельства и патента на изобретения, более 30 из них внедрены в 80—90-е годы на нефтеперерабатывающих заводах с многомиллионным экономическим эффектом.
- 1953 — ассистент кафедры «Процессы и аппараты химической технологии» УНИ;
- 1960 — старший преподаватель УНИ;
- 1963 — кандидат технических наук, доцент;
- 1964—1987 — заведующий кафедрой процессов и аппаратов химической технологии УНИ;
- 1974 — доктор технических наук;
- 1977 — профессор УНИ, Главный научный сотрудник кафедры нефтехимии и химической технологии УГНТУ;
- 1986 — соучредитель городского клуба чувашской культуры Уфы и фольклорно-этнографического ансамбля «Нарспи»;
- 1989 — председатель Уфимского Общества имени И. Я. Яковлева;
- 1989 — делегат учредительного съезда Уфимского центра национальных культур;
- 1989—1998 — соучредитель и первый председатель Общества чувашской культуры Башкортостана;
- 1992 — делегат учредительного съезда Всемирного чувашского национального конгресса, член Большого Совета;
- 1993—1995 — учитель чувашского языка и библиотекарь Чувашской воскресной школы им. П. М. Миронова Кировского района города Уфы;
- 1994 — действительный член (академик) Инженерной академии Республики Башкортостан;
- 1994 — почётный академик Национальной академии наук и искусств Чувашской Республики;
- 1994—1997 — председатель Общества чувашских краеведов Республики Башкортостан;
- 1997 — чувашский народный академик;
- с 1998 — почётный председатель Общества чувашской культуры Башкортостана;
- 3 июня 2000 — делегат учредительного съезда Ассамблеи народов Республики Башкортостан;
- 2001 — член Научно-методического Совета МОУ ЧВШ им. П. М. Миронова;
- 2005 — член Совета Старейшин Чувашского национального конгресса;
- 1999, 2006 — соучредитель и делегат 1 и 2 съездов региональной общественной организации Канаш (съезд) чувашей Башкортостана;
- 2007 — почётный учитель МОУ Чувашская воскресная школа им. П. М. Миронова;
- 2008 — действительный член (академик) Чувашской Народной Академии;
- 2008 — член правления Общества чувашских краеведов Республики Башкортостан;
- 2008 — член Комиссии по сохранению исторического и культурного наследия чувашского народа;
- 2011 — член-корреспондент Российской Академии Естествознания;

Активный член уфимского городского Общества краеведов им. Ахмеровой.
Умер 17 января 2012 года в Уфе. В 2012 году именем Алексея Кондратьева названо муниципальное бюджетное общеобразовательное учреждение средняя общеобразовательная школа с. Дюртюли Шаранского района Республики Башкортостан, в 2013 году при школе открыт музей А. А. Кондратьева.

## Краеведческая деятельность
С 80 годов XX в. А. А. Кондратьев является активным участником общественно-политической жизни Башкортостана и Чувашии. Он стоял у истоков создания народного ансамбля «Нарспи» и городского клуба чувашской культуры в Уфе, республиканского литературного объединения «Шур Адăл» (Белая Волга), один из организаторов Канаша (съезда) чувашей и Общества чувашской культуры Республики Башкортостан, Уфимского центра национальных культур «Дружба» и Дома дружбы народов, Общества чувашских краеведов Республики Башкортостан, республиканского историко-культурного центра «Сельская чувашская община д. Суук-Чишма», республиканской газеты «Урал сасси» (Голос Урала), чувашского (ныне чувашско-русского) отделения Стерлитамакской государственной педагогической академии им. З. Биишевой.
Алексей Кондратьев является автором, составителем и издателем 23 книг о видных деятелях литературы, науки, истории и культуры чувашей, мордвы, марийцев, башкир, татар, русских и других народов. Он собрал материалы о деятельности более 150 выпускников Симбирской чувашской учительской школы, трудившихся в 19-20 веках в Уфимской губернии. Исследовал генеалогию классиков чувашской литературы К. В. Иванова и Я. Г. Ухсая. Собрал и сохранил творческое наследие ряда писателей, издал книги ветеранов Великой Отечественной войны Ф. Н. Вуколова-Эрлика, С. А. Васильева, В. И. Озерова.

## Награды
- Медаль «За доблестный труд в Великой Отечественной войне 1941—1945 гг.»
- Серебряная медаль «За особые успехи в учении» (1947)
- Почетная грамота Президиума Верховного Совета БАССР (1968)
- Медаль «За доблестный труд. В ознаменование 100-летия со дня рождения В. И. Ленина» (1970)
- Почетная грамота Президиума Верховного Совета БАССР (1978)
- Почетная грамота Министерства химической и нефтяной промышленности СССР (1973)
- Почетная грамота Министерства нефтеперерабатывающей и нефтехимической промышленности СССР (1973)
- Знак «Отличник нефтеперерабатывающей и нефтехимической промышленности СССР»
- Знак Министерства высшего образования СССР «За отличные успехи в работе»
- Знак «Изобретатель СССР»
- Занесен в городскую Книгу Почета города Уфы (1973)
- Знак «Победитель социалистического соревнования» (1974)
- Знак «Победитель социалистического соревнования» (1976)
- Знак «Победитель социалистического соревнования» (1977)
- Заслуженный деятель науки Башкортостана (1993)
- Заслуженный работник культуры Чувашии (1995)
- Лауреат премии им. С. М. Яндуша за сбор, изучение и издание книг (2001)
- Почетная грамота Федеральной национально-культурной автономии чувашей России (2001)
- Диплом Ассамблеи народов России
- Почетная грамота Исполкома Канаша (съезда) чувашей Башкортостана за многолетнюю плодотворную деятельность на благо народов Урало-Поволжья и Российской Федерации (2005)
- Почетная грамота Министерства культуры и национальной политики Башкортостана (2008)
- Почетное звание «Заслуженный работник этнокультуры Чувашской Народной Академии» (2009)

## Участие в профессиональных сообществах
- член-корреспондент Российской академии естествознания,
- действительный член Инженерной академии РБ (1994),
- Почетный академик Национальной академии наук и искусств ЧР,
- действительный член Чувашской Народной Академии (2008)

## Научные труды А. А. Кондратьева
1. Кондратьев А. А. Проектирование установок первичной переработки нефти / А. А. Кондратьев, М. А. Танатаров , М. Н. Ахметшина , М. И. Медведева. Учебное пособие. — М.: Химия, 1975. — 200 с.
2. Сборник трудов кафедры. Технология нефти и газа (вопросы фракционирования). № 1. 1967., № 2. 1971., № 3. 1975., № 4, 1975.
3. Кондратьев А. А. Родники Слакбаша. — Уфа: 1996. — 170 с.
4. Кондратьев А. А. Сердцу близкие имена. — Уфа: 1997. — 236 с.
5. Кондратьев А. А. Свет из Симбирска. — Уфа: 1998. — 300 с.
6. Кондратьев А. А. Святое окружение Прасковьи Кориной. — Чебоксары: 2001. -— 320 с.
7. Кондратьев А. А. Эшпаи — музыканты и композиторы из Кокшамар. — Уфа: 2003. — 256 с.
8. Кондратьев А. А. Юртов — первый просветитель мордовского народа. — Уфа: 2004. — 136 с.
9. Кондратьев А. А. Одна лишь музыка… — Уфа, 2008. — С. 146.
10. Кондратьев А. А. Марийский учёный и просветитель В. М. Васильев. — Уфа: 2009. — 172 с.
11. Кондратьев А. А. Избранные труды. Уфа, 2012.- с.528.
12. Кондратьев А. А. Учёный-просветитель Павел Миронов. Уфа: Китап, 2012 г.- 128 с., ил.
13. Хрестоматия по истории и языку чувашского народа / Составитель Кондратьев А. А. — Уфа: 1996. — 160 с.
14. Сборник документов Общества чувашской культуры Республики Башкортостан (1986—1996). Часть первая. / Составитель А. А. Кондратьев — Уфа: 1996. — 196 с.
15. Иван Яковлев — выдающийся чувашский просветитель-педагог / Составитель А. А. Кондратьев — Уфа: 1998. — 238 с.
16. Исследователи чувашской культуры и истории / Составитель А. А. Кондратьев — Уфа, 1998. — 278 с.
17. Гурий Комиссаров — краевед и просветитель / Составитель А. А. Кондратьев — Уфа: 1999. — 525 с.

Статьи, опубликованные в журнале АН СССР «Теоретические основы химической технологии» (ТОХТ)
1. Кондратьев А. А. Перегонка и ректификация сложной (непрерывной смеси) // ТОХТ. Т.3, № 1. 1969.
2. Кондратьев А. А. Расчет ректификационной колонны для разделения дискретно-непрерывной смеси // ТОХТ. Т.4, 1970.
3. Кондратьев А. А. Расчет ректификации непрерывной смеси в колонне с несколькими вводами питания и отборами // ТОХТ, Т.6, № 3. 1972.
4. Кондратьев А. А. Сравнение математических моделей ректификации непрерывных смесей // ТОХТ. Т.8, № 6. 1974.
5. Кондратьев А. А. Особые случаи ректификации неидеальных смесей / А. А. Кондратьев, Л. Я. Серафимов, Л. Н. Фролова // ТОХТ. Т. 9, № 3. 1975.